# Fritz Paul (Widerstandskämpfer)
Fritz Paul (* 25. Juni 1903; † 1988) war ein deutscher Widerstandskämpfer gegen den Nationalsozialismus und Verleger.

## Leben
Paul war gelernter Schriftsetzer und trat in seiner Jugend dem Wandervogel bei. Von diesem kam er im Jahr 1928 zur SPD. Nach der sogenannten Machtergreifung Hitlers 1933 erfolgte der Übertritt zum Internationalen Sozialistischen Kampfbund (ISK) in Bremen, welchem seine Frau Frieda Paul bereits seit 1928 angehörte. Dem ISK gelang es daraufhin, die Zeitung Blick in die Zeit, für die Fritz Paul arbeitete, ab 1933 zu unterwandern.
Während der Olympischen Spiele 1936 verteilte Paul mit Hilfe eines präparierten Koffers Flugblätter mit dem Ausspruch „Deutschlands Ruhe ist Friedhofsruhe“. Ein weiteres Flugblatt beschrieb Adolf Hitler als „Rattenfänger von Hameln“. Ebenfalls im Jahr 1936 reiste Paul unter dem Deckmantel einer KdF-Fahrt nach London, um sich mit der ISK-nahen Publizistin Mary Saran zu treffen. Gemeinsam mit seiner Frau wurde Paul während der ISK-Zerschlagung 1937/1938 durch die Gestapo verhaftet. Das Kammergericht verurteilte ihn zu 2½ Jahren Zuchthaus.
Nach Haftentlassung wurde Paul erneut Teil konspirativer Netzwerke, insbesondere im Umfeld der Sozialistischen Arbeiterpartei in Bochum. In Begleitung Hellmut Kalbitzers geriet Paul im Sommer 1942 bei Osnabrück in eine Gestapo-Routinekontrolle und wurde verwarnt, aber nicht erneut verhaftet. Zu den weiteren engeren Kontakten zählten die Eheleute Änne und Josef Kappius, die zwischen 1943 und 1944 im Auftrag des ISK-Funktionärs Willi Eichler nach Deutschland zurückkehrten.
Nach Kriegsende wurde Paul Mitglied im Führungsgremium der Kampfgemeinschaft gegen den Faschismus, einer Institution der frühen Bremer Nachkriegsverwaltung, die von den Besatzungsmächten unterstützt wurde. Er betätigte sich außerdem als technischer Leiter des im Jahr 1945 gegründeten Weser-Kuriers. In den folgenden Jahren war Paul damit beschäftigt, mit dem entschädigten ISK-Vermögen Organisationen aufzubauen, die das Erbe des ISK antreten sollten. So wurde Paul im Jahr 1949 Mitglied der Philosophisch-Politischen Akademie, welche sich der Rezeption der Lehren des ISK-Gründers Leonard Nelson verschrieben hat.
Gleichsam baute er ab 1946 mit weiteren ehemaligen Dissidenten die Europäische Verlagsanstalt (EVA) als ideellen Nachfolge-Verlag des ISK auf. Paul hatte als Gesellschafter des Rechtstitels Öffentliches Leben, welcher die Rechte am Werk des ISK-Gründers Nelson besaß, sowie als neuer Druckereileiter im nahe gelegenem Offenbach am Main einen Anteil an der Entscheidung, den Verlag in Frankfurt am Main statt in Hamburg aufzubauen. Er gehörte zum frühen inneren Kern der 1950er EVA. Er fungierte als Druckereileiter und übernahm gemeinsam mit der ehemaligen ISK-Genossin Hanna Bertholet die Geschäftsführung. In diese Zeit fällt etwa 1955 die Akquise und deutschsprachige Erstveröffentlichung von Hannah Arendts Elemente und Ursprünge totaler Herrschaft. Mit der Übernahme der EVA durch eine Tochtergesellschaft der Bank für Gemeinwirtschaft schied Paul 1964 aus der EVA aus.
Im Ruhestand kehrte er in seine Heimat Bad Essen zurück, wo er sich im Ortsverein der SPD engagierte.